# Стрый (город)
Стрый (укр. Стрий) — город во Львовской области Украины, административный центр Стрыйского района и Стрыйской городской общины.
Один из главных и крупнейших транспортных узлов Запада Украины — важный экономический и культурный центр Львовской области. Город расположен на левом берегу реки Стрый. Население города — 60 тыс. человек, площадь — 16,95 км.
Первое упоминание о городе датируется 1385 годом. Уже тогда город упоминается как центр волости. В 1431 году город получает Магдебургское право. Значительный рост Стрыя происходил во второй половине XVII века, способствовал развитию города бывший стрийский староста, а позже король Польши Ян III Собеский. В те времена город имел титул «Свободного королевского города».
После Первого раздела Польши город отошёл к Империи Габсбургов, затем Австро-Венгерская империя. С началом Первой мировой войны Стрый становится местом рождения легиона Украинских сечевых стрелков. В 1920—1930-х годах Стрый был одним из самых активных центров УВО и ОУН. В середине XIX века город превратился в значительный железнодорожный и газопромышленный центр, что способствовало быстрому развитию города. По пакту Молотова — Риббентропа 1939 года Стрый аннексирован Советским Союзом. 14 марта 1990 года в Стрые, первом из украинских городов, подняли национальный символ — флаг Украины. В 2003 году город признан лучшим районным центром Львовской области.

## История
Стрый впервые упоминается в 1385 году. В 1431 году получил магдебургское право. На его развитие полезно повлияло географическое расположение на перекрёстке важнейшего пути через Карпаты (Львов-Мукачево) и широтного — на Предкарпатье. В городе был большой оборонительный замок (разобран в австрийский период).
Во второй половине XVII столетия находился в периоде наибольшего расцвета (его развитию оказывал содействие король Ян Собеский), в XVIII столетии пришёл в упадок.

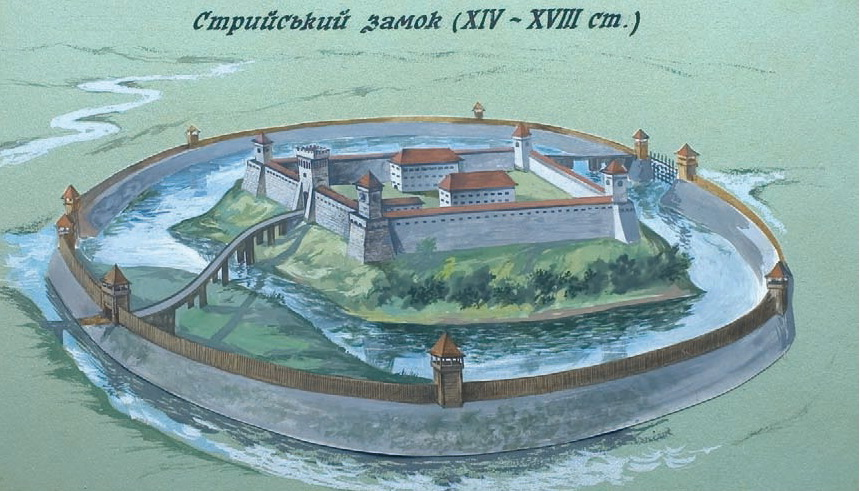
Стрыйский замок, XIV—XVIII ст.

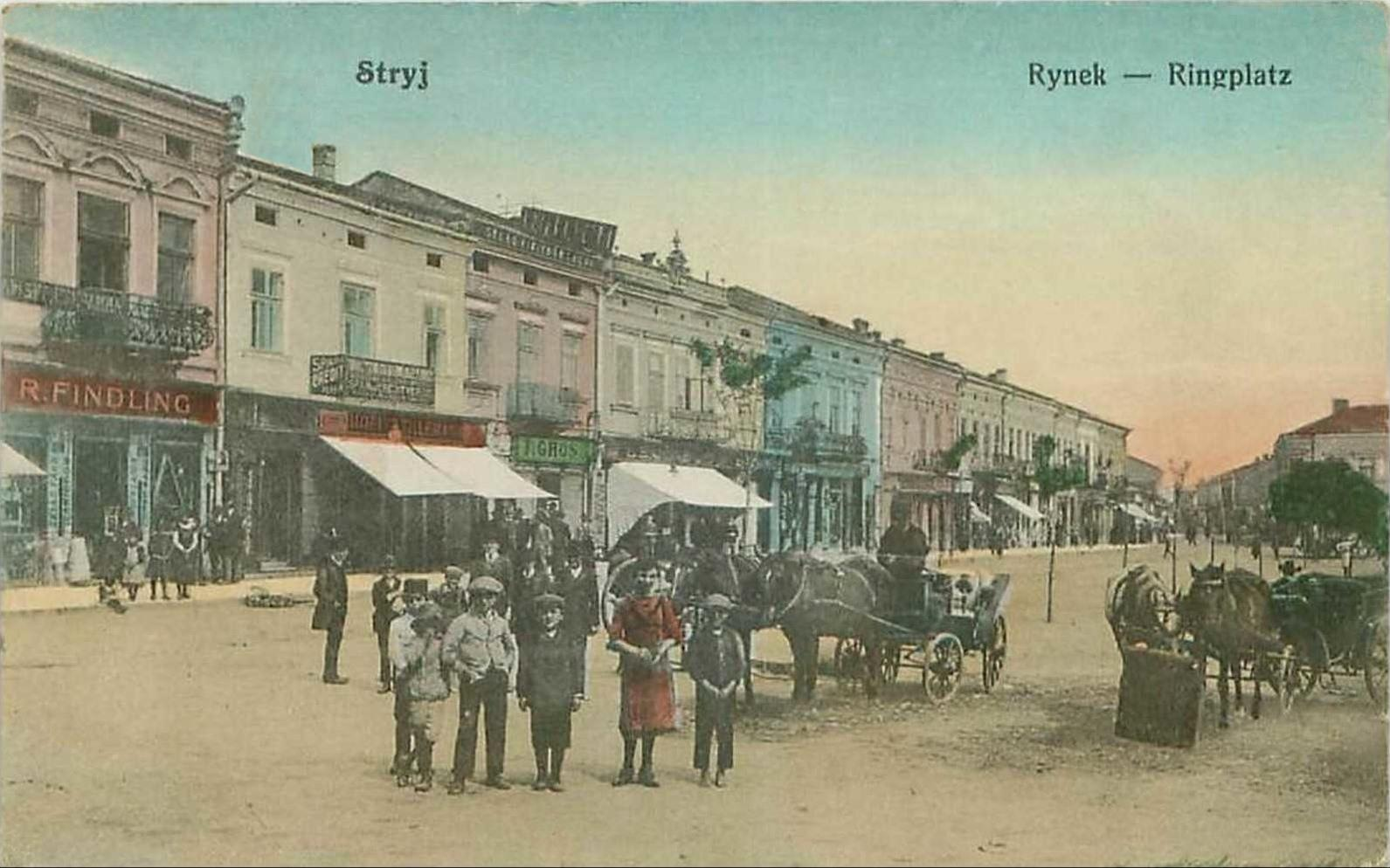
Стрый, 1915 год

В 1772—1918 годах Стрый входил в состав владений Габсбургов (с 1804 г. — Австрийская империя) и был центром округа, позднее — уездным городом и центром окружного суда. Население состояло из евреев, поляков и украинцев — приблизительно по одной трети.
Город имел торгово-административно-промышленный характер экономики, его главным предприятием были паровозо-вагоноремонтные мастерские, на предместьях население занималось сельским хозяйством.
По Рижскому мирному договору 1921 года РСФСР и УССР признали Стрый территорией Польши. В межвоенный период город был центром Стрыйского повята Станиславовского воеводства.
1 сентября 1939 года германские войска напали на Польшу, началась Вторая мировая война 1939 года.
17 сентября 1939 года Красная Армия Советского Союза заняла эту территорию восточной Польши — Западной Украины, и 28 сентября 1939 года был подписан Договор о дружбе и границе между СССР и Германией, по которому город Стрый оказался на территории СССР.
27 октября 1939 года установлена Советская власть.
C 14 ноября 1939 года в составе Украинской Советской Социалистической Республики Союза Советских Социалистических Республик.
4 декабря 1939 года стал центром Стрыйского уезда Дрогобычской области (Указ Президиума Верховного Совета СССР от 4 декабря 1939 года).
В мае-июне 1940 года в Стрые находилась 23-я лёгкотанковая бригада. Командир бригады комбриг Т. А. Мишанин.
С июля 1940 года по 22 июня 1941 года в городе находилось управление 12-й танковой дивизии 8-го механизированного корпуса Киевского Особого военного округа, командир дивизии генерал-майор танковых войск Т. А. Мишанин.
22 июня 1941 года немецкие войска напали на СССР, началась Великая Отечественная война 1941—1945 годов. Советские войска, находившиеся в городе, были подняты по боевой тревоге и выведены в места сосредоточения по плану прикрытия Государственной Границы. Жизнь города перестраивалась на военный лад.
Гитлеровские войска оккупировали город 2 июля 1941 года (1 июля). В середине ноября 1941 года немецкая оперативная команда расстреляла в лесу возле Стрыя большую часть еврейского населения. 3 сентября 1942 года около 5 000 евреев были вывезены в лагерь смерти Белжец.
5 августа 1944 года освобождён советскими войсками 1-го Украинского фронта в ходе Львовско-Сандомирской наступательной операции 13.07.1944 — 29.08.1944: 1-й гвардейской армии — 30-го ск (генерал-майор Лазько, Григорий Семёнович) в составе: 141-й сд (полковник Пахомов, Иван Сергеевич), 30-й сд (полковник Янковский, Виктор Павлович).
Войскам, участвовавшим в освобождении г. Стрый, приказом Верховного Главнокомандующего от 5 августа 1944 года объявлена благодарность и в г. Москве дан салют 12-ю артиллерийскими залпами из 124 орудий.
Приказом Верховного Главнокомандующего И. В. Сталина в ознаменование одержанной победы присвоено наименование «Стрыевских»:
- 436-й стрелковый полк (майор Александрович, Михаил Францевич)
- 6-й отдельный моторизованный понтонно-мостовой батальон (майор Маркарьян, Пётр Павлович)
- 101-й отдельный сапёрный батальон (майор Михайлевский, Григорий Иванович)
- 207-й отдельный сапёрный батальон (майор Белков, Иван Клементьевич)[4].

В сентябре 1991 года была открыта возрождённая гимназия имени митрополита Андрея Шептицкого.
8 марта 1992 года городской Народный дом возвращён стрийской общине.
В 2003 году город признан лучшим районным центром Львовской области.
|                                       |                    |                 | |                     |
| Католический костёл Святой Девы Марии | Газовое управление | Городской совет | Центр города и Памятник «Трём будителям» (Тарас Шевченко, Иван Франко, Леся Украинка). (Фото требует обновления) | Военный комиссариат |

## Население
- 1843 — 8 000 жителей
- 1880 — 12 600 жителей
- 1900 — 22 600 жителей
- 1910 — 27 400 жителей
- 1931 — 30 500 жителей
- 1959 — 36 200 жителей
- 1970 — 48 000 жителей
- 1976 — 55 000 жителей
- 1989 — 67 000 жителей
- 2001 — 63 000 жителей
- 2006 — 61 700 жителей
- 2017 — 59 200 жителей
- 2022 — 59 425 жителей

Национальный состав населения на 1939 год: евреи — 35,6 %, поляки — 34,5 %, украинцы — 28,0 %, немцы — 1,6 %.
В советский период активно развивалась промышленность и возросло население. Коренным образом изменился национальный состав населения в послевоенное время: по данным 1959 года украинцев было 68 %, русских — 30 %, других — 2 %.
По результатам всеукраинской переписи населения 2001 года в городе проживало 62 051 человек (93,4 % по отношению к переписи 1989 года), из них украинцев — 57 201 человек (92,18 % от населения города), русских — 3 191 (5,14 %), поляков — 255 (0,41 %), белорусов — 203 (0,33 %).

### Языковой состав
Родной язык населения по данным переписи 2001 года:
| Язык       | Численность, чел. | Доля     |
| ---------- | ----------------- | -------- |
| Украинский | 57 698            | 92,98 %  |
| Русский    | 3 138             | 5,06 %   |
| Другое     | 1 215             | 1,96 %   |
| Итого      | 62 051            | 100,00 % |

Украинский язык является основным и единственным официальным языком города.

## Экономика
Стрый — крупный железнодорожный узел в западной части Украины (5 направлений — Львов, Мукачево, Дрогобыч-Самбор, Ходоров и Ивано-Франковск). Возле города расположен старый аэродром (бывший военный, сейчас — разрушенный и частично переданный в собственность частным коммерческим структурам). Есть заводы: вагоноремонтный, автозавод («Стрый Авто»), кузнечно-прессового оборудования, железобетонных конструкций, стеклодельный; фабрики: суконная, швейная, обувная, деревообрабатывающая; пищевая промышленность.
В 2003 году в Стрые завершилось строительство завода по производству электропроводов для автомобилей немецкой фирмы Leoni AG (ООО «Леони ваеринг системс УА ГМБХ») (плановое количество работников — 4500—4800; размер инвестиций — 35—40 млн евро).
Город является центром Стрыйского газопромышленного управления.

## Образование и культура
В Стрыю действует сеть художественных учреждений (школа искусств, детская музыкальная школа, центр творчества детей и юношества), гимназия, 13 школ, аграрный колледж, четыре профессионально-технических училища, краеведческий музей «Верховина» с подразделами: Мемориальным комплексом «Борцам за волю Украины», музеем Петра Обаля, музеем Ольги Бачинской и выставочным залом. Также есть музей пчеловодства прикарпатского края.

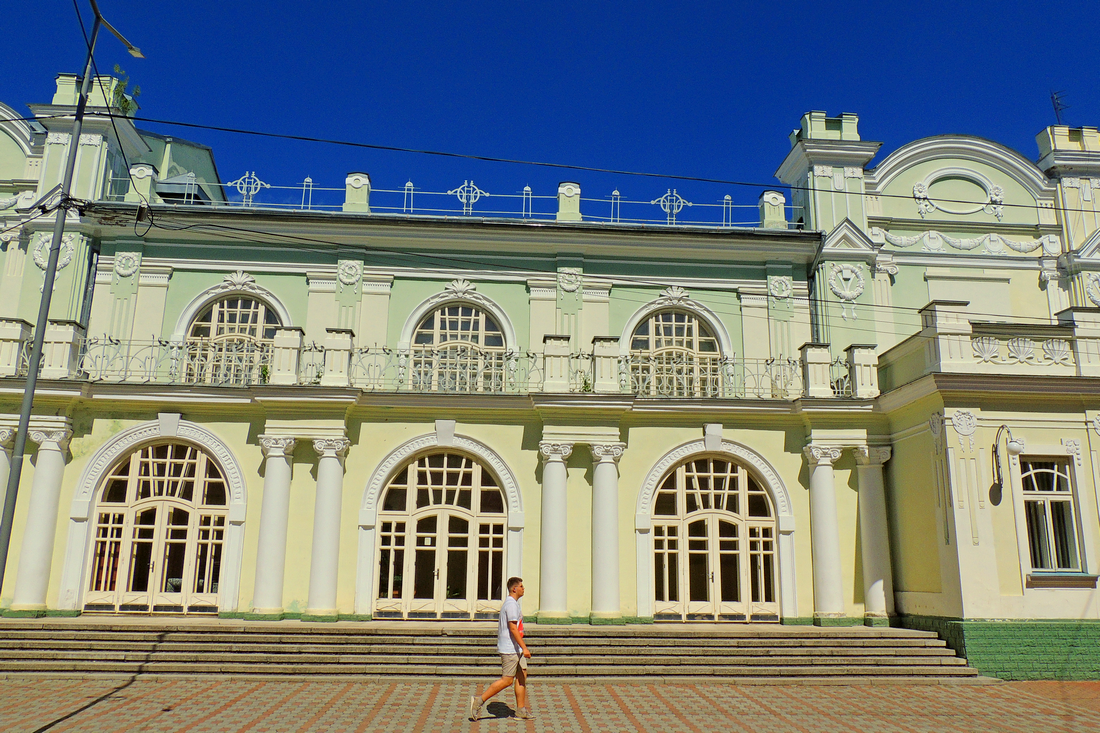
Дом Культуры
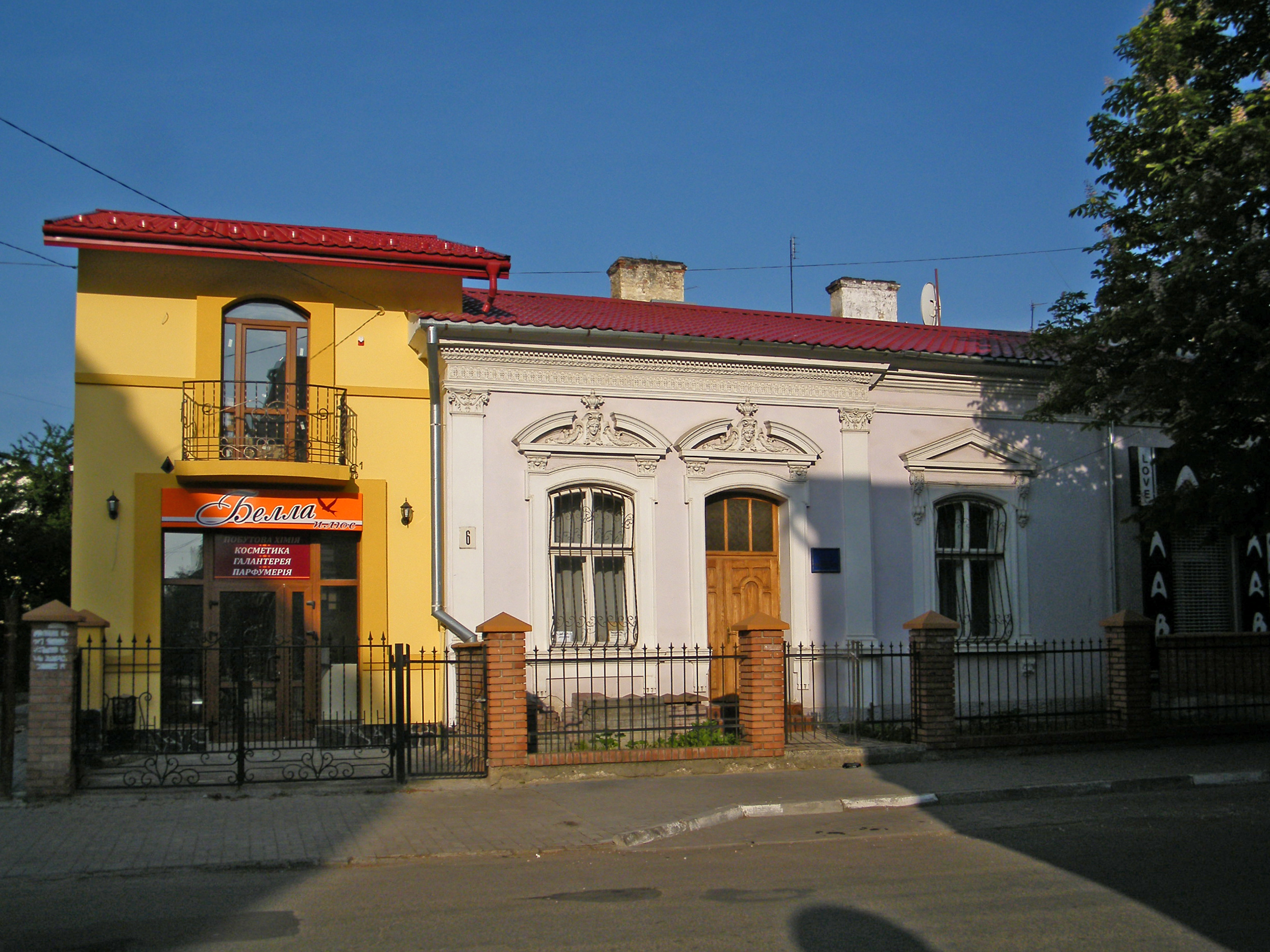
Музей Ольги Бачинской
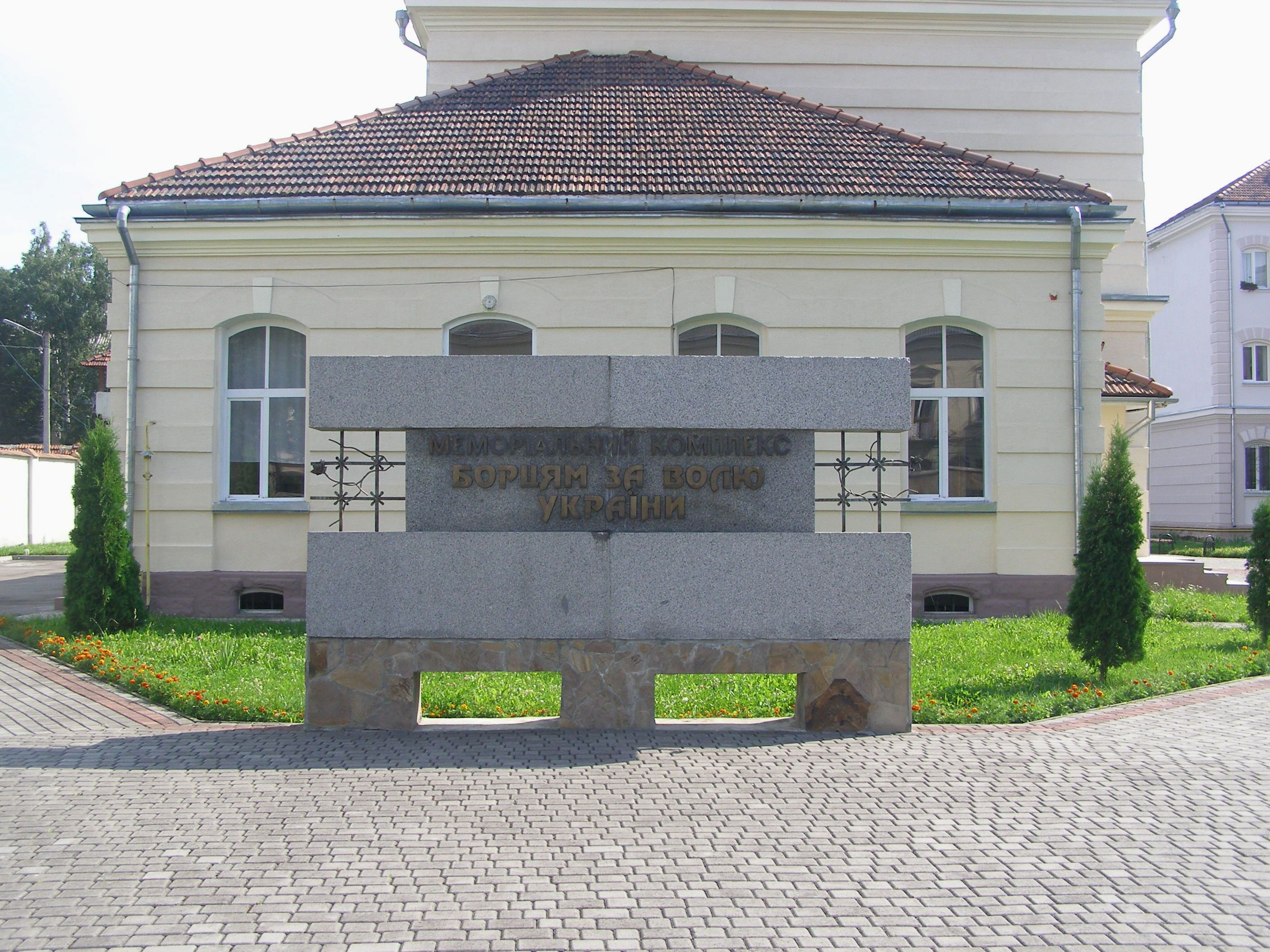
Мемориальный комплекс «Борцам за волю Украины»
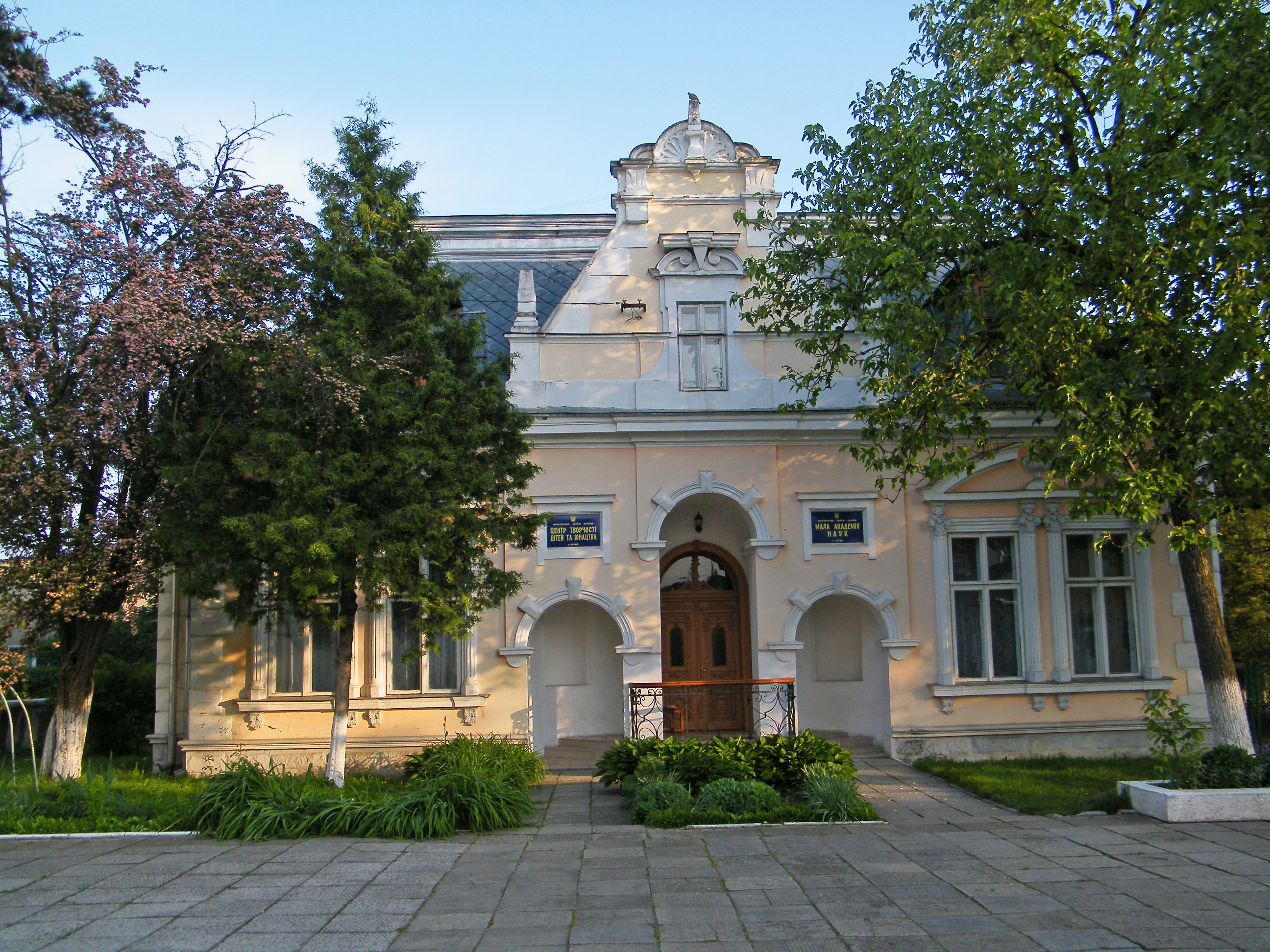
Центр творчества детей

## Достопримечательности
В Стрые насчитывается 105 памятников архитектуры местного значения. К главным историко-архитектурным достопримечательностям города относятся:
- Костёл Рождества Девы Марии XV века — одно из старейших построек города. Возведённый в 1425 году, пережил несколько реконструкций.
- Церковь Архистратига Михаила — бывший костёл Святого Иосифа, построенный в стиле модерн с элементами неоготики в 1912 году.
- Народный дом — одно из городских учреждений культуры, построенное на средства украинцев и открытое в 1901 году; архитектурный стиль — эклектизм.
- Городской дом культуры — бывший дом общества «Сокол» построен в 1906 году.
- Стрыйская гимназия XIX века.
- Успенский собор XVIII века.
- Стрийская синагога XIX века.

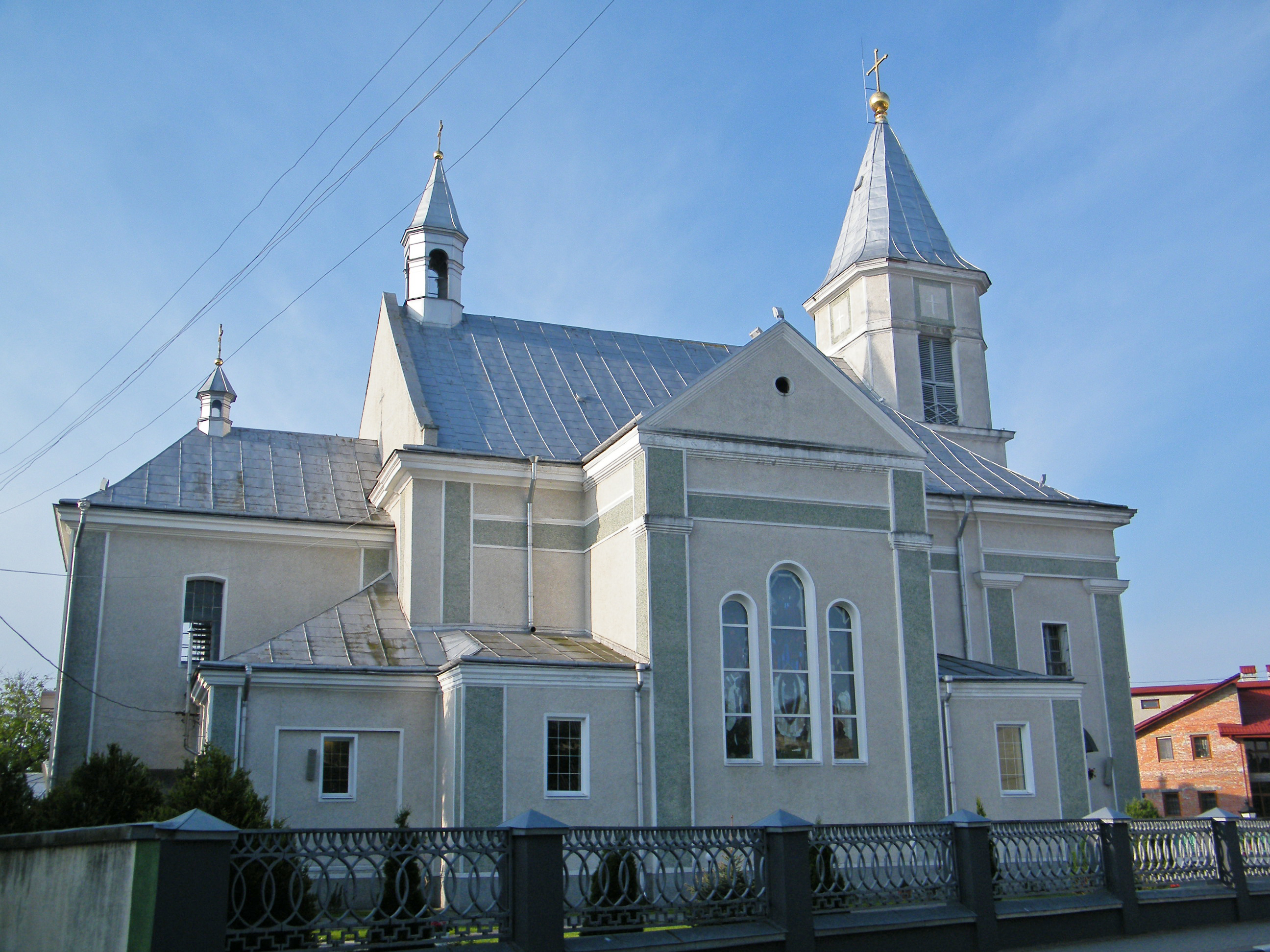
Успенский собор
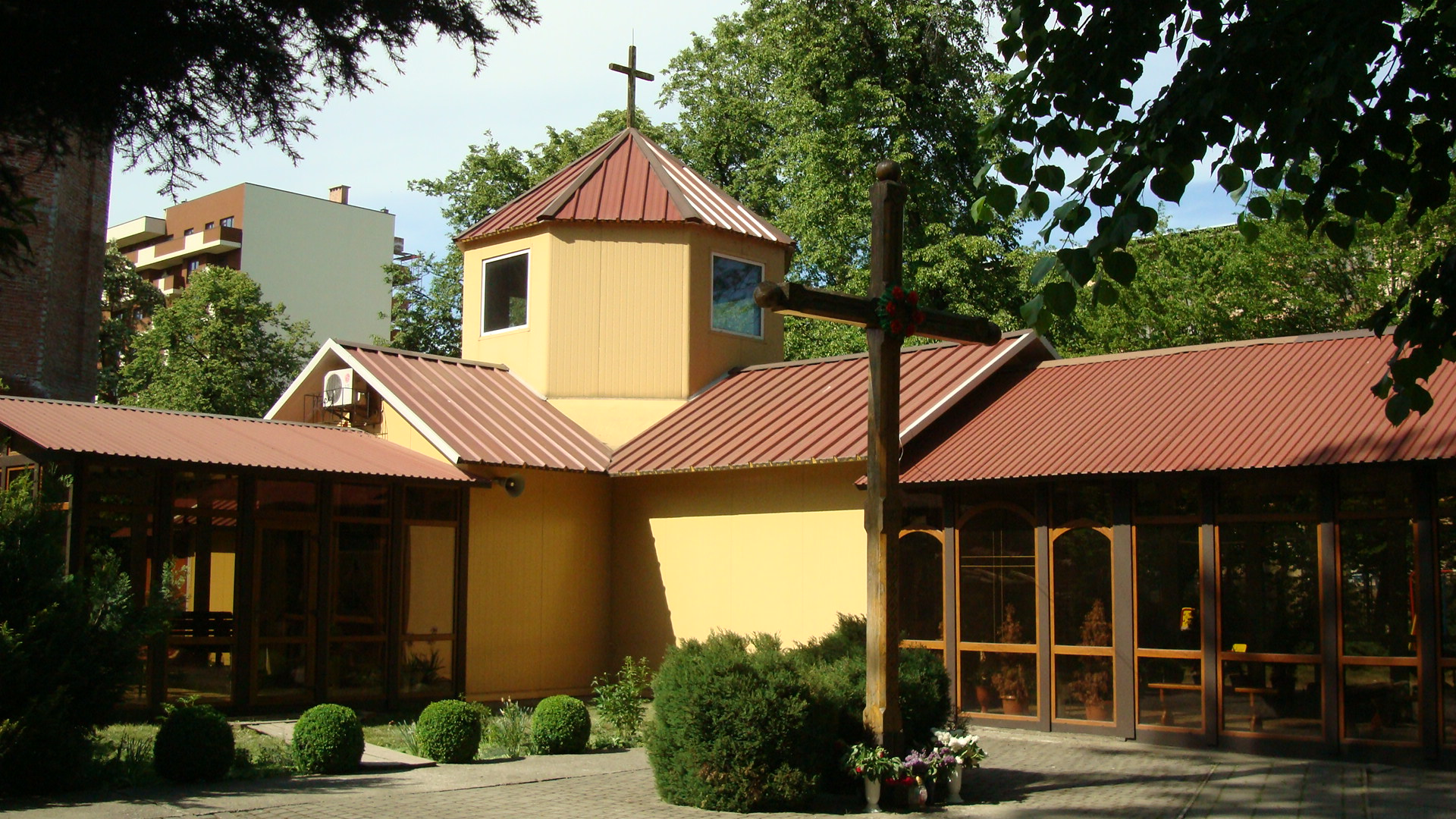
Собор Святого Иакова
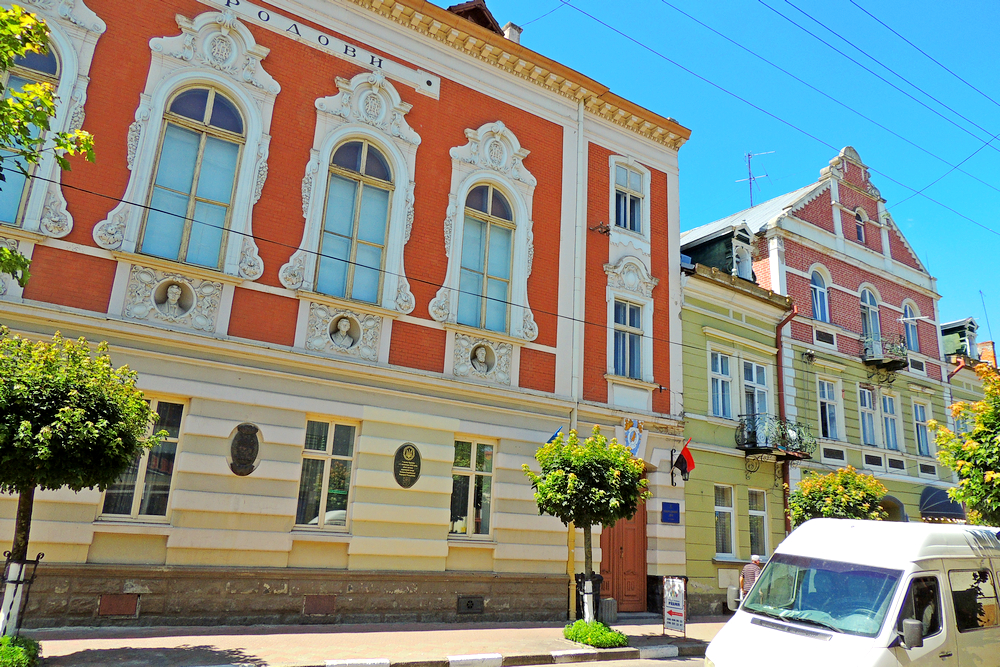
Народный дом
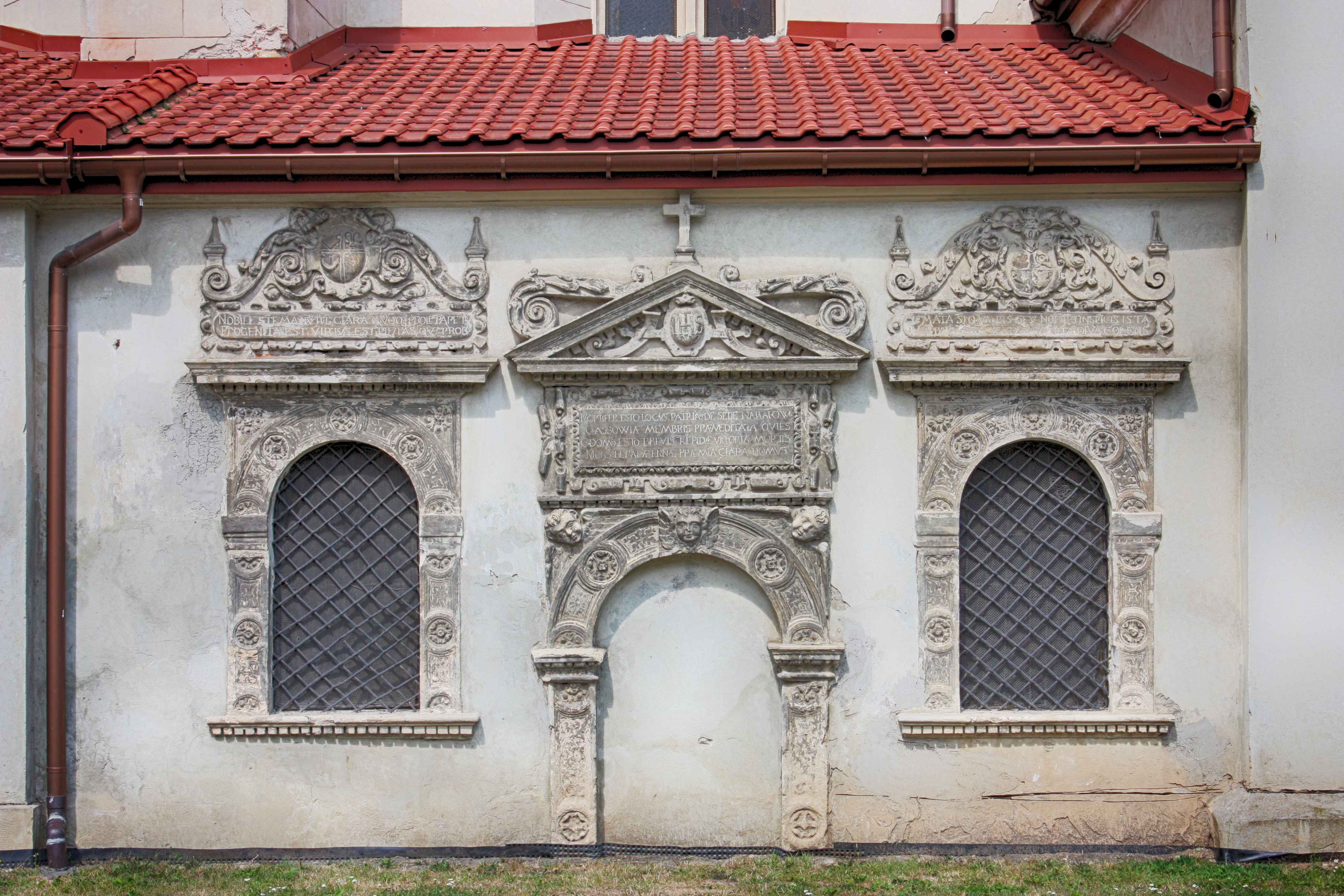
Часовня при католической церкви
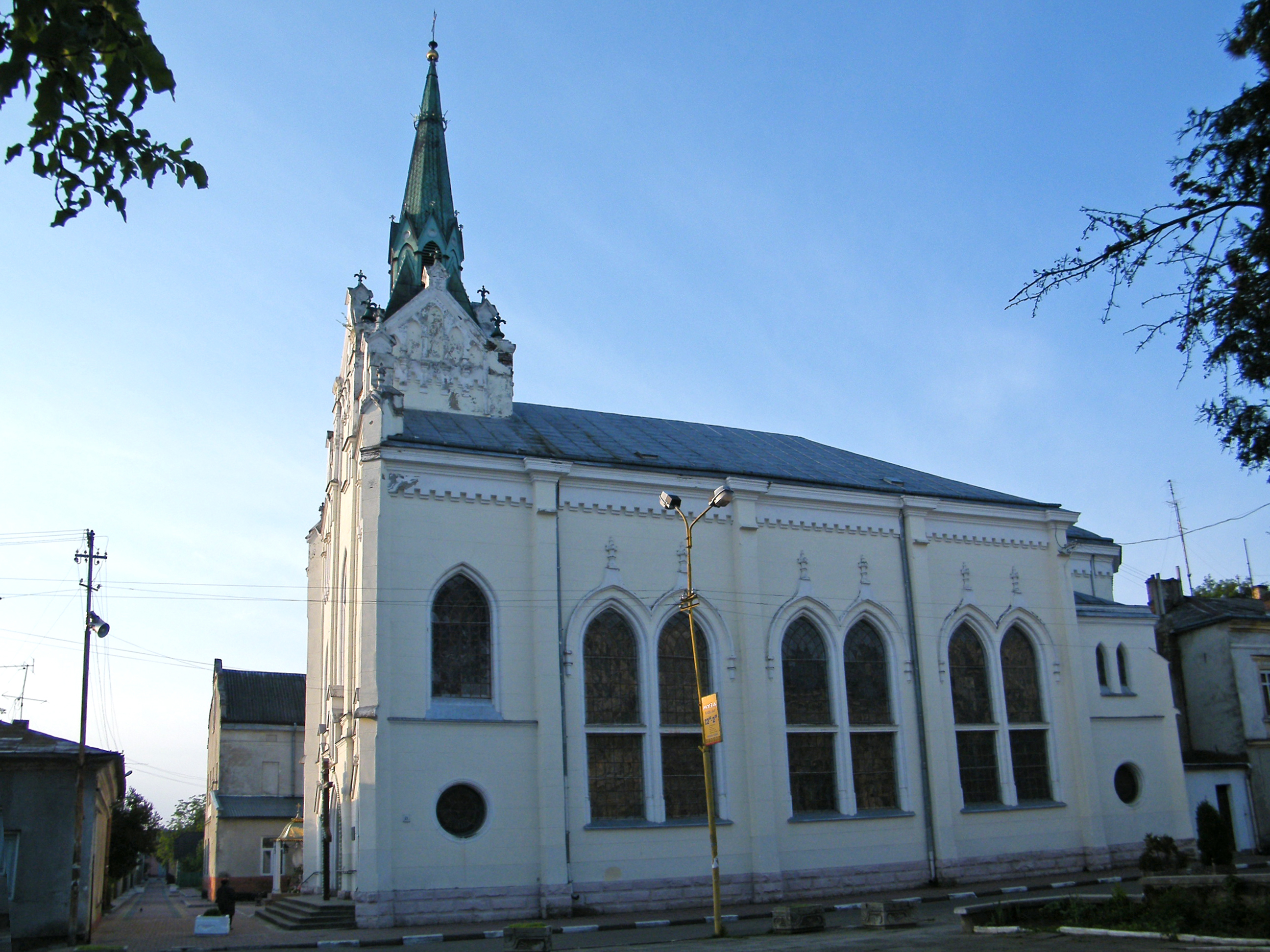
Церковь Архистратига Михаила

## Города-побратимы
- Польша, Лешно (6 июня 2004)

- Польша, Новый Сонч[11] (6 июня 2004)

- Польша, Львувецкий повет (6 июня 2004)
- Польша, Закопане (6 июня 2004)
- Польша, Збоншинек (6 июня 2004)

- Молдова, Бельцы (30 декабря 1980)

- Люксембург, Эш-сюр-Альзетт

- Германия, Дюрен (15 сентября 2001)

- Латвия, Даугавпилс

- Венгрия, Кишкунхалаш
- Босния и Герцеговина, Градачац
- Великобритания, Мансфилд
- Франция, Лез-Эрбье
- Канада, Вегревилл (2009)